# Триглав (миноносец)
Индомито (итал. Indomito — Неукротимый), с 1949 года Триглав (словен. Triglav) — итальянский и югославский миноносец типа «Чиклоне».

## История
Миноносцы типа «Чиклоне» поступили в ВМС Италии в 1942 году с целью охраны конвоев снабжения, шедших в Северную Африку. Миноносец «Индомито» был спущен на воду в июле 1943 года, а в состав флота принят только в августе 1943 года, когда число конвоев сократилось до минимума, а до капитуляции Италии оставался только месяц. 9 сентября 1943 после капитуляции Италии «Индомито» ушёл в Портоферрайо с остальными миноносцами, корветами и вспомогательные суда, патрулировавшие Тирренское море. Утром 11 сентября «Индомито» с другими миноносцами («Ализео», «Анимозо», «Ардиментозо» и «Фортунале») вышел в Палермо, который контролировался войсками союзников, и прибыл туда в 10:00 12 сентября. До 18 сентября корабли стояли на якоре, пока не вошли в гавань и не получили припасы от американцев. 20 сентября 1943 «Индомито» ушёл на Мальту, где некоторое время оставался с другими судами. 5 октября 1943 вернулся в Италию. После подписания мирного договора «Индомито» и «Ализео» перешли в состав ВМС Югославии 24 апреля 1949.: «Индомито» был переименован в «Триглав» и продолжил службу до 6 апреля 1965. В 1971 году пущен на слом.